# Wacky Races: Crash & Dash
Wacky Races: Crash and Dash — компьютерная игра в жанре гонок, разработанная компанией Eidos Studios, Sweden AB и изданная Eidos Interactive в 2008 году. Игра основана на мультсериале «Сумасшедшие гонки».

## Игровой процесс
Wacky Races: Crash and Dash представляет собой гоночную игру с видом сбоку, в которой игрок при помощи стилуса меняет направление движения автомобиля. Задача игрока — добраться до первого места быстрее своих соперников. По поту встречаются предметы, при использовании которых транспорт персонажа начинает ускоряться. Иногда игра запускает мини-игру по обхождению препятствий, которую необходимо пройти для продолжения заезда. Когда автомобиль приближается к концу трассы, игрок должен дуть в микрофон, чтобы достичь финиша.
Для игры доступно 10 персонажей из мультсериала «Сумасшедшие гонки» и 24 трассы.

## Выпуск
Выпуск состоялся для платформ Nintendo DS и Wii. Разработчики не добились высоких продаж: к 20 августа 2008 не удалось продать и более 5000 копий игры.

## Восприятие
| Сводный рейтинг    | Сводный рейтинг | Сводный рейтинг |
| Издание            | Оценка          | Оценка          |
| Издание            | DS              | Wii             |
| ------------------ | --------------- | --------------- |
| GameRankings       | 41,45 %         | 40,40 %         |
| Metacritic         | 41/100          | 39/100          |
| Иноязычные издания |                 |                 |
| Издание            | Оценка          | Оценка          |
| Издание            | DS              | Wii             |
| Eurogamer          | 3/10            | N/A             |
| GamePro            | N/A             | [ 3 ]           |
| GamesMaster        | N/A             | 47 %            |
| GameSpot           | 3/10            | 3/10            |
| GamesRadar+        | [ 10 ]          | N/A             |
| GameZone           | 3,8/10          | 5/10            |
| IGN                | 4,2/10          | 4/10            |
| ONM                | N/A             | 40 %            |

Критики негативно оценили Wacky Races: Crash and Dash. Версии игры для Nintendo DS и Wii получили 41 и 39 баллов из 100 соответственно на платформе-агрегаторе оценок игровых изданий Metacritic.
Рецензенты негативно оценили финальную гонку. Джеймс Лайон из Eurogamer написал, что ему «не хватило лёгких», чтобы успешно завершить гонку. Том Макши из GameSpot назвал «ужасной» механику и добавляет, что предшествующий игровой процесс не имеет никакого смысла, поскольку исход гонки зависит лишь от действий игрока на подходе к финишу. Также рецензенты подвергли критике механику движения героев по трассе. Игрок не может регулировать движение транспортного средства, камера движется слишком медленно. Также они отмечают, что от их действий практически не зависит исход гонки: журналист GamePro Уилл Херринг заметил, что после того, как он перестал управлять машиной, она ехала сама, при этом персонаж выходил на первое место. Из-за простоты рецензенты называют игру «скучной».
Однако Уилл Херринг и Том Макши похвалили графику игры за красочность детали. Макши назвал музыку «весёлой» и похвалил звуковое сопровождение, но в то же время Херринг видит музыку «однообразной». Решение разработать игру по мотивам старого сериала, который не известен молодёжной аудитории платформ, показалась Касамассине «странной». Однако вместе с Уиллом Херрингом они полагают, что игра способна вызвать у некоторых игроков чувство ностальгии.
Мэтт Касамассина в рецензии на версию Wacky Races на WII не нашёл больших отличий от версии для Nintendo DS, однако из-за портативного формата советует читателям играть в версию для Nintendo DS.